# Lubiechów Górny (gromada)
Lubiechów Górny (od 31 XII 1959 Cedynia) – dawna gromada, czyli najmniejsza jednostka podziału terytorialnego Polskiej Rzeczypospolitej Ludowej w latach 1954–1972.
Gromady, z gromadzkimi radami narodowymi (GRN) jako organami władzy najniższego stopnia na wsi, funkcjonowały od reformy reorganizującej administrację wiejską przeprowadzonej jesienią 1954 do momentu ich zniesienia z dniem 1 stycznia 1973, tym samym wypierając organizację gminną w latach 1954–1972.
Gromadę Lubiechów Górny z siedzibą GRN w Lubiechowie Górnym utworzono – jako jedną z 8759 gromad na obszarze Polski – w powiecie chojeńskim w woj. szczecińskim na mocy uchwały nr V/41/54 WRN w Szczecinie z dnia 5 października 1954. W skład jednostki weszły obszary dotychczasowych gromad Czachów, Lubiechów Górny i Lubiechów Dolny ze zniesionej gminy Cedynia oraz obszary dotychczasowych gromad Bielinek i Piasek (bez miejscowości Raduń) ze zniesionej gminy Nawodna w tymże powiecie. Dla gromady ustalono 13 członków gromadzkiej rady narodowej.
31 grudnia 1959 z gromady Lubiechów Górny wyłączono miejscowości Piasecznik, Niedźwiedź, Barcie, Trzypole, Smolnik i Piasek, włączając je do gromady Krajnik Górny w tymże powiecie; do gromady Lubiechów Górny włączono natomiast miejscowości Orzechów, Wierzchląd, Wichoradz, Golice, Trutwiniec, Zaborzyce i Żelichów oraz przystanek kolejowy Klępicz ze znoszonej gromady Klępicz, ponadto miejscowość Łukowice ze znoszonej gromady Mętno tamże, po czym gromadę Lubiechów Górny zniesiono, przenosząc siedzibę GRN z Lubiechowa Górnego do Cedyni i zmieniając nazwę jednostki na gromada Cedynia.